# اليثيا

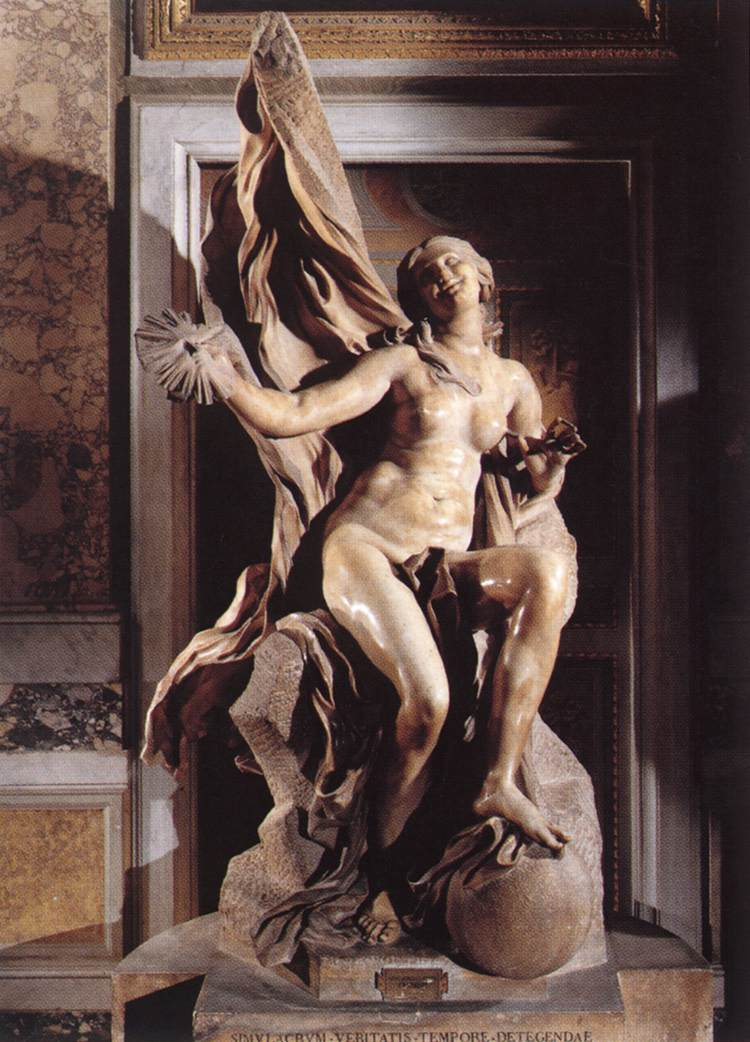
تمثال يوناني دو رمزية تدل على امرأة منهمكة في البحث عن الوضوح

اليثيا: هذه مادة حول العبارة الفلسفيّة. رأيت لها أخرى إستعمالات، مثل: (إزالة التباس).
اليثيا (اليونانية القديمة: عي الحقيقة أو الكشف في الفلسفة. تم استخدامها في الفلسفة اليونانية القديمة، وأحياها في القرن 20 مارتن هايدغر.
إنها كلمة يونانية مترجمة بشكل مختلف على أنها «غير مغلقة»، «الكشف» أو «الحقيقة». المعنى الحرفي للكلمة هو «حالة عدم الإخفاء، حالة كونها واضحة.» وهذا يعني أيضا الواقع. أيّ حرفيّا يعني «نسيان»، أو «إخفاء».

## هايدغر واليثيا
في أوائل ومنتصف القرن العشرين، لفت مارتن هايدغر الانتباه مجدداً إلى مفهوم الأليثيا، من خلال ربطها بمفهوم الكشف، أو الطريقة التي تظهر بها الأمور
ككيانات في العالم. في حين أنه أشار في البداية إلى اليثيا باسم «الحقيقة», على وجه التحديد شكل ما قبل السقراطية في الأصل، هايدغر تصحيح في نهاية المطاف هذا التفسير، كتابة:
إن إثارة مسألة اليثيا، الكشف في حد ذاته، ليست هي نفسها التي تثير مسألة الحقيقة. ولهذا السبب، لم يكن من الكافي والمضلل أن ندعو اليثيا، بمعنى الانفتاح، الحقيقة."
أعطى هايدغر تحليلاً أصلياً لليثيا ولفت إلى فهم المصطلح على أنه «عدم إخفاء». لذلك، [اليثيا] متميّزة من تصاميم الحقيقة يفهم كعبارات أيّ بدقّة (مراسلة)، أو بيانات أيّ يلائم بشكل صحيح داخل نظامة يؤخذ ككلّ (تماسك). بدلاً من ذلك، ركز هايدغر على توضيح كيفية الكشف عن أو فتح عالم أو فتح، حيث يتم توضيح الأمور للبشر في المقام الأول، كجزء من خلفية منظمة بشكل كلي من المعنى.
كتب هايدغر أيضا أن "اليثيا، الكشف الذي يعتبر فتح الوجود، ليست الحقيقة حتى الآن. هل الأليثيا إذن أقل من الحقيقة؟ أو هو أكثر؟ 
[هيدغّر] بدأ خطابه عن [اليثيا]، سنة (1927)، وتوسعت على المفهوم في مقدمته إلى ميتافيزيقيّة. لمزيد من المعلومات عن فهمه لليثيا، انظر الشعر واللغة والفكر، ولا سيما المقال المعنون «أصل عمل الفن»، الذي يصف قيمة العمل الفني كوسيلة لفتح «المقاصة» لظهور الأشياء في العالم، أو للكشف عن معناها للبشر.[هيدغّر] ينقّح آراءه على [اليثيا] كحقيقة، بعد تقريبا أربعين سنون، في المقال «النهاية الفلسفة والمهمة اليفكّر،» في على وقت ويكون.